# Mansa, Zambia
Mansa  este un oraș  în  provincia Luapula, Zambia.